# Dorpspomp (Groessen)

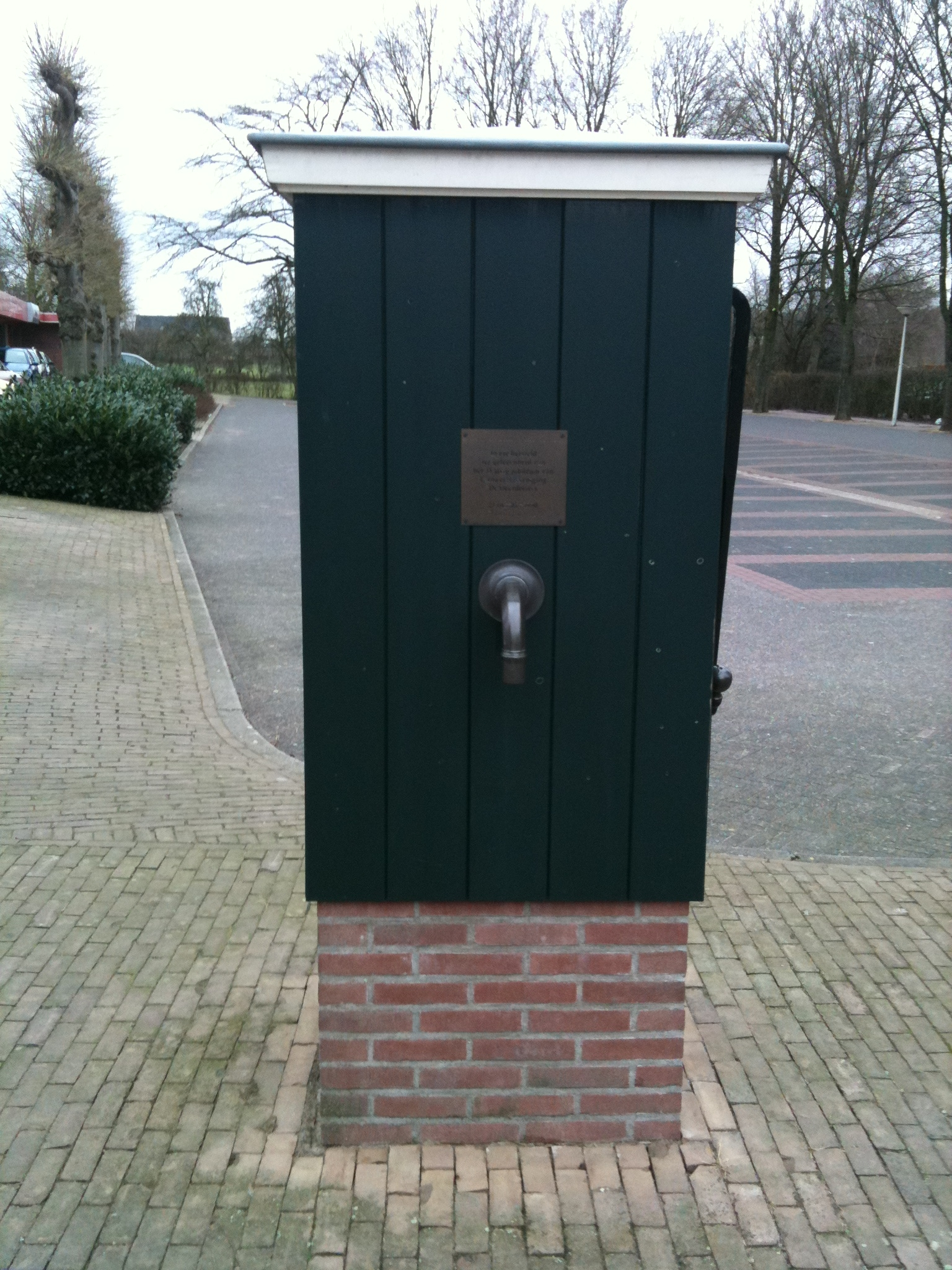
Dorpspomp Groessen

De dorpspomp van Groessen in de Liemers, provincie Gelderland, staat aan de Dorpsstraat voor het Schuttersplein. Het is een replica van de oude waterpomp die lang in het dorp stond. Ze werd in 1990 geplaatst door de Groessense carnavalsvereniging De Deurdreiers als cadeau aan de Groessense bevolking ter gelegenheid van het 33-jarige carnavalsjubileum. De pomp bestaat uit een bakstenenvoetstuk met houtenopbouw. Ze staat niet op exact dezelfde plek waar ze in het verleden stond.
Vroeger, in de tijd dat er nog geen waterleiding was aangelegd, mocht de dorpspomp van Groessen zich in een grote belangstelling verheugen omdat er prima water uitkwam. Het water dat in de meeste woningen in het dorp werd opgepompt bevatte namelijk erg veel ijzer. Voor de pomp was vroeger een openbare wasplaats.
In 1954 werd de dorpskern van Groessen aangesloten op de waterleiding, waardoor de pomp haar functie verloor. Bij de aanleg van het Schuttersplein verdween de pomp tot 1990 uit het dorpsbeeld.